# Brunšvik
Brunšvik (deutsch: Neubraunschweig in der Steiermark) ist ein Ortsteil der Gemeinde Starše in der Untersteiermark in Slowenien. Der Ort liegt etwa 25 Kilometer südlich der Stadt Maribor und 20 Kilometer westlich der Stadt Ptuj. Etwa zehn Kilometer westlich des Ortes führt die slowenische Autobahn 1 (gleichzeitig die Europastraße 57) vorbei, zehn Kilometer östlich die Europastraße 59 zwischen Marbor und Ptuj. 
Brunšvik befindet sich auf einer Höhe von 243 Metern über Meeresspiegel und hat etwa 600 Einwohner. 